# يهودي مالطا
يهودي مالطا مسرحية من تأليف كريستوفر مارلو نشرها في عام 1589 أو في عام 1590 م تدور أحداث المسرحية حول الصراع الديني والثأر وتتخلل المسرحية جملة من المكائد والخطط المرسومة المدبرة كلها تجري في مالطا والصراع قائم بين الدولة العثمانية وإسبانيا حول البحر الأبيض المتوسط. و كما تعتبر مسرحية يهودي مالطا الرافد الأول والملهمة لمسرحية تاجر البندقية لشكسبير

## الشخصيات
-باراباس:-
بطل المسرحية، تاجر يهودي يهتم فقط بابنته (أبيجيل) وثروته الكبيرة.
عندما يستولي (فيرنيز) -حاكم جزيرة مالطا- على ممتلكات باراباس لكي يدفع الضرائب للأتراك يغضب باراباس ويتعهد بالثأر من فيرنيز.
خططه الذكية تقوده إلى قتل كثير من الشخصيات بما فيهم ابنته (أبيجيل) وابن حاكم الجزيرة.
باراباس يعتبر دخيل على مجتمع مالطا المسيحي بسبب ديانته اليهودية ودهاءه الميكافييلي. على الأقل باراباس هو الأقل نفاقا في المسرحية وله دوافع شريفة حول جرائمه ولم يحاول تبرير جرائمه بتبريرات دينية. ويمكن أن نقول ان الدافع الأكبر لجرائمه هو الكره.
-أبيجيل:-
ابنة باراباس، باره (مطيعه)لأبوها وتساعده كثيرا، تضلل كل من -حبيبها (ماثياس)، و (لودويك) ابن حاكم الجزيرة- عن غير قصد.
وعندما تكتشف أن أبيها هو السبب في موت ماثياس ولودويك تقرر الدخول في المسيحية والتكفير عن ذنوبها.
-إثامور:-
خادم باراباس المطيع، تعهد باراباس بكل ثروته لهذا العبد بعد أن تحولت ابنته إلى النصرانية، هذا العبد مثل سيده يكره النصارى ولكن هذا العبد يفشل في اختباره الكبير في الولاء لسيده عندما يقع في حب العاهرة (بيلاميرا)، ويحاول أن يبتز باراباس ويعترف بكل جرائمه لحاكم الجزيرة.
- فيرنيز:-
حاكم جزيرة مالطا –نصراني- والعدو الأكبر لــ باراباس، فيرنيز يحاول دائما أن يلبس دوافعه بثوب الأخلاق المسيحية من خلال دوره في إضعاف باراباس ورشوه كاليماث-القائد التركي- من خلال إظهار الكثير من خططه الميكافييلية.
-ميكافييلي:-
هو الذي يقوم بالقاء الخطبة على الجماهير قبل بدء المسرحية. ولكنه أكثر تهكما وسخرية من شخصية ميكافييلي الحقيقية.
كريستوفر مارلو -مؤلف المسرحية- يستخدم ميكافييلي لترسيخ الدراما المليئة بالزندقة والتآمر والتواطؤ والنفاق.
-كاليماث سليم:-
القائد التركي وابن السلطان العثماني، كاليماث يكافئ باراباس بتعيينه حاكما لجزيرة مالطا بدلا من فيرنيز وذلك لأن باراباس ساعده في غزو الجزيرة، كاليماث يصبح متورطا في سياسات مالطا حيث المؤامرات والحيل بين كل من فيرنيز وباراباس، ولكن فيرنيز يقبض على كاليماث بعد موت باراباس.
-دون ماثياس:-
حيبيب أبيجيل، وصديق لودويك. ماثياس ولودويك يقتل كل منهما الآخر في مبارزة بسبب مكر باراباس الذي قام بالوقيعة بينهما للانتقام من فيرنيز.
-دون لودويك:-
ابن فيرنيز، لودويك يحب أبيجيل ولكن أبيجيل تحب ماثياس، باراباس التاجر اليهودي يضلل لودويك باقناعه بالزواج من أبيجيل مما يقوده إلى مبارزه مع صديقه ماثياس وقتل كل منهما الآخر.

-الراهب جاكومو:-
راهب دوميناكان يقوم بتنصير أبيجيل، جاكومو يعتبر راهب معيب، حيث صوره مارلو بأنه ينام مع الراهبات ويشتهي النساء بعد المال مما يشخص لنا نفاق القساوسة الكاثوليك.
جاكومو حكم عليه بالإعدام بعد أن اتهمه باراباس بقتل الراهب برناردين.
-الراهب برناردين:-
صديق جاكومو ولكنه يتعارك مع جاكومو لأن كل منهم يريد أن تذهب أموال باراباس للدير التابع له. إثامور يقوم بخنق برناردين بالحزام بعد أن يتظاهر باراباس بالدخول في النصرانية.
-بيلاميرا:-
العاهرة التي تخدع إثامور وتقنعه بابتزاز باراباس، بيلاميرا تموت بسبب الورد المسموم الذي قدمه لها باراباس.
- بيليا بورزا:-
قواد بيلاميرا، بيليا بورزا يموت مسموما بالورد مع بيلاميرا وإثامور.
-كاثرين:-
أم ماثياس، فجعت بموت ابنها.
-مارتين ديل بوسكو:-
الجنرال الأسباني، الذي يقنع فيرنيز بكسر الاتفاقية مع الأتراك والبقاء في حماية الأسطول الأسباني ولكن هذه الحماية سريعا ما تزول بسبب مساعدة باراباس لــ كاليماث بأخباره مداخل (الممر) الجزيرة.

## الفصل الأول
المشهد الأول
هذا المشهد يقدم باراباس بطل المسرحية اليهودي. المشهد يدور في مكتب المحاسبة الملئ بأكوام الذهب، نحن نرى تاجر مالطي سفنه قد وصلت بأمان من الشرق، هذا التاجر يطلب من باراباس أن يأتي ويدفع الضرائب المعتادة على بضائعه.
تاجر آخر يدخل ويشرح أن السفينة التجارية الكبيرة قد وصلت بأمان أيضا تاركة بعض السفن الأخرى التي تقابلت مصادفة مع الاسطول الأسباني المطارد من قبل القوات التركية.
باراباس يطلب من الرجل أن يذهب ويحضر بضائعه إلى الشاطئ ثم يبدأ باراباس في الحديث عن ثروته الكبيرة معلنا أنه يفضل أن يكون يهوديا غنيا ومكروها على أن يكون نصرانيا فقيرا منتظرا للصدقة، لذلك فإن باراباس يرفض أفكار الصدقة المسيحية ويستخف بالديانة المسيحية.
باراباس لا يرى أي شيء في الدين سوى الحقد والغل والتزوير والتبذير والإسراف والكبر.
باراباس يتحدث عن نجاح اليهود على الرغم أنهم أمة مشتتة في الأرض، ويقرر أن كل ما يريده سلطة عادلة لكي يستطيع أن يجعل كل ثروته لابنته الوحيدة أبيجيل.
يدخل ثلاثة من اليهود طالبين نصيحة باراباس حيث يعلنون أن الاسطول التركي قد اعترض طريقهم البحري وموظفي السفارة جاءوا إلى الشاطئ لمقابلة المسؤلين في مالطا. باراباس يطمئنهم قائلا لهم إما أنهم جاءوا لغزو مالطا وإما أنهم سيرحلوا في سلام، باراباس جانبا يعلن انه لا يعنيه سكان مالطا ولا حتى أتباعه اليهود وأن كل ما يهمه ثروته وابنته فقط، باراباس يعود مرة أخرى ليطمئن اليهود بأن تركيا ومالطا في منظمة واحدة ويبدو أن المسئولين جاءوا لمناقشة بعض المسائل الهامة مثل غزو فينسيا.
الرجال يخبرون باراباس أن كل اليهود يجب أن يذهبوا إلى مجلس الشيوخ لاجتماع طارئ، بعد أن يخرج الجميع يبقى باراباس وحيدا متوقعا أن الأتراك يبدو أنهم جاءوا لكي يرفعوا الضرائب على جزيرة مالطا.

### المشهد الثاني
في هذا المشهد يظهر حاكم مالطا فيرنيز مجتمعا مع الباشوات الأتراك. القائد التركي كاليماث يأمر فيرنيز أن يدفع ضرائب بقيمة عشر سنوات ويعطيه مهلة شهرا واحدا لجمع الضرائب المستحقة.
بعد أن يخرج كاليماث وقواته يدخل اليهود بصحبة باراباس ثم يبدأ فيرنيز بشرح الموقف لليهود ويأمرهم بدفع نصف ثروتهم لدفع ضرائب مالطا محتجا بأنهم لا يستطيعوا مساعدته في الحرب ضد تركيا وإذا رفضوا الدفع فعليهم الدخول في المسيحية، ولكن باراباس يعلن غاضبا قائلا لفيرنيز هل الغرباء هم الذين يدفعون الضرائب؟ فيرد عليه فيرنيز بأن اليهود ملعونين في السماء ولذلك عليهم عقوبات ثقيلة، ولكن باراباس يعلن أنه لن يدفع أي شيء لأن نصف ثروته تعادل كل ثروة مالطا وأن هذه الثروة لم يجمعها ببساطة وسهولة.
فيرنيز يقول له إما أن يوافق على القرار وإما أن يخسر كل ثروته، باراباس جانبا يسب ويشتم ويطلب منه أن يكون أكثر عدلا، ثم يعلن فيرنيز الاستيلاء على كل ممتلكات باراباس، باراباس يحتج على هذه المعاملة الغير عادلة ويتساءل متهكما هل المسيحية ديانة تعتمد على الإجبار والسرقة.
يظل الجدل مستمرا بين فيرنيز وباراباس والفارس حول الذنب الفطري (المتأصل) عند اليهود، لكن باراباس يعلن أن السرقة ذنب أكبر بكثير من الطمع، هنا على الفور يقوم الفارس باقناع فيرنيز بأن يحول منزل باراباس إلى دير.
بعد أن يعود باراباس تدخل عليه ابنته أبيجيل حزينة على خسارة أبوها، وهنا يكشف باراباس لابنته عن الكنز الذي أخفاه في منزله تحت لوح الأرضية في أعلى غرفة في المنزل وطلب منها بأن تدخل إلى الدير الجديد لكي تسترد هذا الكنز متظاهرة بالدخول في المسيحية، ثم تذهب أبيجيل إلى الدير وتقابل الراهبان جاكومو وبرناردين ووتظاهر بالاعتراف بذنوبها وأنها تريد الخلاص والتحول إلى المسيحية فيوافق كل من الراهبان على انضمام أبيجيل إلى الدير، بينما يظهر باراباس متظاهرا بالتخلي عن ابنته المرتدة.
في هذه الأثناء يظهر ماثياس الذي يرى أبيجيل الجميلة ويحبها وهي أيضا تقع في حبه، لكن ماثياس يتحدث مع صديقة لودويك عن جمال ورقة ووسامة أبيجيل وأنها غير ملائمة للدير ويظل يصف فيها وصفا دقيقا حتى أن لودويك يصبح متلهفا ومشتاقا لرؤية هذه الفتاة وهنا يقرر كلا الرجلين الذهاب للدير لرؤية الفتاة بأسرع ما يمكن.

### المشهد الأول
يبدأ الفصل الثاني بدخول باراباس حزينا ومتحسرا على فقد أمواله، ويقرر أن يذهب في عمق الليل تحت منزله وتظهر أبيجيل من الشرفة وتنزل له كنزه المخبات قادمون فيغادر باراباس.

### المشهد الثاني
يبدأ المشهد الثاني بدخول فيرنيز حاكم مالطا الذي يجتمع مع الأدميرال الأسباني مارتين ديل بوسكو، حيث يطلب الأدميرال من فيرنيز أن يسمح له ببيع بعض العبيد الأتراك الذين تم أسرهم أثناء المناشات بين الأسطول الأسباني والأسطول العثماني، ولكن فيرنيز يعتذر له ويخبره أنه هناك اتفاقيه بينه وبين الدولة العثمانية تنص على عدم بيع العبيد الأتراك في أسواق مالطا، وهنا يعرض الأدميرال الأسباني على فيرنيز أن يكسر الاتفاقية مع الدولة العثمانية قائلا له أن ملك أسبانيا سوف يرسل له قوات لحماية مالطا في حالة إذا ما كان هجوما من القوات التركية على مالطا.
يوافق فيرنيز على رأي الأدميرال الأسباني ويعينه جنرال لمالطا ويسمح ببيع العبيد الأتراك في أسواق مالطا ويغني قائلا «عزمنا على الموت، إن الشرف لا يشترى بالذهب وإنما يشترى بالدماء».

### المشهد الثالث
يبدأ هذا المشهد بدخول الجنود إلى السوق معهم حشد كبير من العبيد الأتراك، يظهر باراباس حزينا على ضياع منزله وماله ويتعهد بالثأر من فيرنيز. يدخل لودويك باحثا عن باراباس طالبا منه أن يقابل ابنته أبيجيل، وهنا باراباس يضلل لودويك قائلا له بأنه سيزوجه ابنته أبيجيل عازما على الثأر من فيرنيز عن طريق ابنه.
باراباس يشتري العبد التركي إيثامور-الذي يكره النصارى أيضا مثل سيده- من السوق ويعود الجميع إلى بيت باراباس وأثناء حديثهم يدخل عليهم ماثياس وأمه كاثرين من أجل خطبة أبيجيل لماثياس، وهنا يظهر باراباس الموافقة على الخطوبة وينصرف الجميع.
يقوم باراباس بالوقيعة بين لودويك وماثياس حيث يأمر إيثامور بأن يرسل رسالة إلى لودويك - مزورا توقيع صديقه ماثياس- يدعوه فيها إلى المبارزة ثم يقوم بإرسال رسالة بتوقيع مزور أيضا إلى ماثياس يدعوه فيها إلى المبارزة.

### الفصل الثالث
المشهد الأول
هذا المشهد يقدم بيلاميرا (المحظية أو العاهرة) وبيليابورزا (القواد أو الديوث).
حيث تشكو بيلاميرا من قلة العمل بعد أن فرض الاسطول العثماني حصارا على جزيرة مالطا حيث لا يوجد سفن ولا يوجد تجار (راغبي المتعة)من إيطاليا، يظهر بيليا بورزا ويلقي عليها كيسا من الفضة ويشرح لها كيف أنه دخل إلى بيت مال باراباس في المساء واستطاع ان يحصل على كيس واحد من الفضة على الرغم من وجود أكياسا كثيرة من الذهب.
ثم يظهر إيثامور الذي يقع في حب بيلاميرا على الفور من أول نظرة ويعرف أنها محظية من ملابسها ويعلن لها أنه سوف يعطيها ألفا من جنيهات (كراون) اليهودي باراباس.
إيثامور يبلغ بيلاميرا أنه قد أوصل الخطاب المزور إلى ماثياس الذي يطلب فيه مبارزة لودويك لكي يقتل أحدهما الآخر. (يعني باختصار حكى لها على كل شيء)

## المشهد الثاني
يبدأ هذا المشهد بالمبارزة بين ماثياس ولودويك ويشاهدهم باراباس من الشرفة بسخرية واستهزاء.
بعد ذلك يقتل كل منهما الآخر، ثم يدخل كل من فيرنيز (حاكم مالطا وأبو لودويك) وكاثرين (أم ماثياس) ثم يتعهد كل منهم بالثأر لولده والبحث عن من أفسد الصداقة وأوقع بينهما. ثم يقترح فيرنيز أن يدفن كل منهما في قبر واحد في نصب تذكاري حيث يستطيع أن يقدم الأضحية اليومية من التنهدات والدموع.

### المشهد الثالث
يظهر إيثامور مع أبيجيل فرحا بنجاح خطة باراباس الماكرة في حين أن أبيجيل لا تظهر أي رد فعل ولكنها تطلب منه أن يبحث لها عن أي راهب لكل تتنصر بعد أن يئست مما فعله أبيها في ماثياس ولودويك
.
يأتي إيثامور ومعه الراهب جاكومو وتبلغه أبيجيل أنها تريد أن تدخل في النصرانية ولكنه يخبرها أنها قد خدعته في المرة الأولى بتظاهرها بالدخول في النصرانية فتخبره أبيجيل أن السبب في ذلك كان أبيها وعندما يسألها جاكومو كيف أن أبيها هو السبب؟ ترفض أبيجيل أن تعترف بأي شيء عن أبيها وتعلن ولائها لأبيها حتى الموت.

### المشهد الرابع
يدخل باراباس ماسكا خطاب من ابنته تخبره فيه أنها تحولت إلى النصرانية وتتوسل إليه أن يتوب من ذنوبه ويتحول إلى النصرانية.
ثم يظهر إيثامور ويخبر سيده باراباس أن ابنته تقابلت مع القس جاكومو، وهنا يغضب باراباس جدا ويتوعد بقتل ابنته المتمردة ويعد إيثامور بنصف ثروته ويأمره بأن يذهب بالأرز المسمم إلى دير الراهبات لتقديمه لهن ويخبره بأن مفعول هذا السم يعمل بعد أربعون ساعة من تناوله.
يذهب إيثامور ويترك الأرز المسمم أمام باب الدير كصدقة بعد أن يتأكد من أن لا أحد يراه.

### المشهد الخامس
يتقابل فيرنيز مع الباشا (مندوب تركي) الذي أتى لجمع الضرائب وهنا يخبره فيرنيز بأنه لن يدفع الضريبة المتفق عليها فيخبره الباشا بأن كاليماث سوف يهاجم الجزيرة ثم يذهب.
ثم يأمر فيرنيز الضباط باعداد التحصينات اللازمة للمعركة.
المشهد السادس
يظهر الراهبين جاكومو وبرناردين يتحدثا حول تسمم الراهبات في الدير ثم يخرج جاكومو وتدخل أبيجيل -مشرفة على الموت - باحثة عنه وعندما لم تجده تعترف لبرناردين بجرائم أبيها وتخبره بأن أبوها كان السبب في موت ماثياس ولودويك وتعطيه ورقة فيها تفاصيل أكثر عن جرائم أبيها، يشمئز برناردين من أعمال باراباس ولكنه لا يستطيع أن يجعل هذا الاعتراف عام (لأن الاعتراف عند المسيحيين يجب أن لا يكون عاما أي لا يجوز لأحد أن يطلع عليه إلا القساوسة)، تموت أبيجيل متوسلة إلى القس أن يحاول تنصير والدها باراباس وتقول له«اشهد بأني مسيحية».
ثم يدخل جاكومو ويخبر برناردين بأن كل الراهبات ماتوا ثم يخبره برناردين بأنهم يجب أن يبلغوا عن بارباس بسبب أعماله الفظيعة.

## الفصل الرابع

### المشهد الأول
يبدأ هذا الفصل بتهنئة باراباس لنفسه على نجاح خطته في تسميم الراهبات ولكن إيثامور يخاف من أن يقبض عليهم فيذكره باراباس بأنه لا أحد يعلم هذه الجرائم سواهما ثم يهدده باراباس بالقتل إذا علم أحد شيئا عن هذه الجرائم.
ثم يصرح باراباس لإيثامور بأنه غير حزين على موت أبيجيل.
ثم يدخل جاكومو وبرناردين محاولين –بطريقة ساذجة- جعل باراباس يعترف بجرائمه (دوره في موت ماثياس ولودويك)، وعندما يجد باراباس من انه لا مفر من الاعتراف يخبر الراهبين بأنه يريد أن يتنصر ويكفر عن ذنوبه، ثم يعدهما – بمكر- من أنه سوف يتبرع بكل ثروته للدير الذي سوف يلتحق به –لاحظ أن كلا الراهبين ينتمون إلى ديرين مختلفين- وهنا بالطبع بدأ الخلاف بين جاكومو وبرناردين وبدأ كلا منهما محاولة إقناع باراباس بالانضمام لديره.
باراباس يخبر برناردين أنه سوف ينتمي لديره وعندما يخرج برناردين مع إيثامور، يتحدث باراباس إلى جاكومو ويخبره بأنه سوف يلتحق بديره ثم يخرج جاكومو بعد أن يقسم لباراباس بأنه لن يتحدث مع أي أحد بشأن هذا القرار. (يعني استطاع باراباس خداع كل من الراهبين- يهودي حقاً).
بعد ذلك يقرر باراباس قتل جاكومو جزاء على تحويله لابنته للمسيحية ويقرر قتل برناردين لأنه يعرف أكثر من اللازم.
يخبر إيثامور سيده بأن برناردين نائما وأنه لن يستطيع الهرب من بيت باراباس ثم يقوم إيثامور بخنق برناردين بحزامه ويحملا جثمانه إلى الشارع ويجعلاه مسنودا على عصاه.
وهنا يظهر جاكومو ويجد برناردين ساندا على عصاه ظنا منه أنه في انتظاره لمواجهته فيخبطه على رأسه بالعصا -خبطه صغيرة- غير مدرك أن برناردين ميت فيظهر إيثامور وباراباس فجأة متهمين جاكومو بقتل برناردين ثم يتظاهر باراباس بأنه كان يريد أن ينضم إلى دير جاكومو ولكنه لن يفعل ذلك أبدا لأن جاكومو قدوة سيئة ثم يخبره باراباس بأنه لن يدعه يفلت من العقاب وأن القانون يجب أن يأخذ مجراه -(حقا يهودي)-، ثم يقبضا على جاكومو ويذهبا به إلى قسم الشرطة.

### المشهد الثاني
يعود بيليابورزا بعد أن يسلم خطاب بيلاميرا إلى إيثامور - تدعوه فيه إلى المجئ إلى منزلها- حيث يخبرها بيليا بورزا أنه قد قابل إيثامور عند المشنقة حيث كان يشاهد تنفيذ حكم الإعدام على جاكومو. (هناك خطة مدبرة بين بيليابورزا وبيلاميرا لاستغلال إيثامور في الحصول على أموال باراباس).
إيثامور بعد ذلك يذهب إلى منزل بيلاميرا حيث تعترف بحبها له وتطلب منه أن يبتز باراباس ويهدده بافشاء أسراره للحصول على أمواله.
يكتب إيثامور خطابا إلى سيده يطلب فيه مبلغ 300 جنيه وإما أن يفشي جرائمه، ثم يأخذ بيليا بورزا الخطاب من إيثامور ليسلمه إلى باراباس حيث يغني إيثامور لبيلاميرا التي تعده بالزواج بعد الحصول على المال.
يعود بيليابورزا بعشرة جنيهات فقط من باراباس وهنا يكتب إيثامور خطابا آخر إلى باراباس يطلب فيه 500 جنيه لنفسه و100 لبيليابورزا ثم يذهب بيليابورزا بالخطاب إلى باراباس ثم تقوم بيلاميرا بالقاء العشرة جنيهات بعيدا ثم تقبله وتدعوه للنوم معها.

### المشهد الثالث
عندما يقرأ باراباس خطاب إيثامور يتعهد بقتله جزاء على خيانته، ويحاول أيضا قتل بيليابورزا بدعوته لعشاء مسمم ولكن بيليابورزا يرفض العشاء ويطلب المال فيقوم باراباس باللف والدوران عليه مدعيا ضياع المفاتيح فيغادر بيليابورزا.
بعد أن يذهب بيليابورزا يدرك باراباس أن إيثامور من الممكن أن يعترف بكل جرائمه بطريقة أو بأخرى لذلك يدبر خطة لقتل إيثامور وبيلاميرا وبيليابورزا.

### المشهد الرابع
يظهر كل من بيلاميرا وإيثامور جالسين يشربا الخمر ويعبر إيثامور عن مدى حبه لبيلاميرا ويعترف لها ولبيليابورزا عن كل مع فعله مع سيده باراباس من جرائم من تسميم الراهبات وقتل ماثياس ولودويك وهنا يتحدث بيليابورزا إلى بيلاميرا – جانبا دون أن يشعر إيثامور- بأنه سوف يبلغ الحاكم ولكن بيلاميرا تقول له ليس قبل أن نحصل على أموال باراباس.
ثم يدخل عليهم باراباس متنكرا في زي عازف عود فرنسي واضعا في قبعته باقة ورد مسممة، ثم يطلب منه بيليابورزا باقة الورد الموجودة في قبعته ثم يشمها ويعطيها إلى بيلاميرا وإيثامور لكي يشموها أيضا.

الفصل الخامس
المشهد الأول'
يدخل فيرنيز ويأمر جنوده بتحصين المدينة لمواجهة الغارة التركية المرتقبة، ثم يدخل بيليابورزا وبيلاميرا ويعترفون بجرائم باراباس للحاكم فيأمر فيرنيز باحضار باراباس وإيثامور على الفور وعندما يصل الإثنين يحاول باراباس أن ينكر كل هذه التهم ولكن إيثامور يعترف بكل شيء فيطلب منه باراباس أن يحاكم بالعدل فيعده فيرنيز بمحاكمة عادلة وعندما يخرج باراباس يتمتم بكلمات «أتمنى أن يبدأ مفعول الورود المسممة في العمل».
عندما تأتي كاثرين يخبرها فيرنيز بحقيقة موت ابنها ماثياس ويخبرها أنه الآن في السجن منتظرا العدالة.
يدخل ضابط ويخبر فيرنيز أن كل المسجونين ماتوا – بيليابورزا وبيلاميرا وإيثامور ماتوا بالفعل لكن باراباس يتظاهر بالموت- فيأمر فيرنيز بالقاء جثة باراباس خارج أسوار المدينة لكي تكون طعاما للنسور المفترسة.
عندما يستيقظ باراباس يتعهد بالثأر من كل سكان مالطا المسيحيين بمساعدة كاليماث، وعندما يجد كاليماث يخبره أنه يعرف ممر سري يسمح بدخول 500 رجل من جنود كاليماث وعندما يكونوا في الداخل يستطيعوا فتح البوابات لدخول القوات الباقية خارج أسوار المدينة، وهنا يعده كاليماث بأنه سيكون حاكما على مالطا إذا كان صادقا في هذه المعلومات، فيقول له باراباس «اقتلني إذا وجدت هذا الكلام كذبا».
المشهد الثاني
يدخل كاليماث المنتصر ومعه الأسرى المالطيين ويعين باراباس حاكما على مالطا ويجعل له حرسا خاصا من الانكشاريين ثم يغادر كاليماث.
باراباس يعرف أن كثير من الناس لا يحبونه وبذلك سوف تكون حياته في خطر عظيم كحاكم لمالطا لذلك يحضر فيرنيز ويخبره أنه سوف يحرر مالطا من الأتراك وسوف يحرر الأسرى المالطيين أيضا فيخبره فيرنيز بأنه إذا كان صادقا فانه سوف يعطيه مبلغا كبيرا جدا من المال.
يخبر باراباس فيرنيز بأنه سوف يدعو كاليماث لوليمة كبيرة سوف تكون نهايته فيها فيسلم عليه فيرنيز ويعده بأن المال سوف يكون عنده في المساء.
المشهد الثالث
يتفقد كاليماث تحصينات الجزيرة ويعلن أنه لا أحد يستطيع أن يغزوها، ثم تأتيه دعوة من باراباس لوليمة ولكن كاليماث يقول أنه لا يستطيع أن يأتي بكل قواته لهذه الوليمة فيرد عليه الرسول بأن القوات سوف يتناولون الوليمة في الدير خارج المدينة بينما كاليماث والباشوات يتناولون الوليمة في منزل باراباس فيوافق كاليماث على هذا الرأي.
المشهد الرابع
يدخل باراباس ومعه مجموعة من النجارين ليقوموا ببناء منصة لقتل كاليماث، ثم يأمرهم باراباس بعد أن ينتهوا من عملهم أن يذهبوا لتناول بعض النبيذ الذي أعده لهم ووضع فيه السم.
يدخل فيرنيز ويعطي باراباس 100.000 جنيه، فيخبره باراباس كيف أنه وضع البارود أسفل الدير حيث يتناول قوات كاليماث الوليمة للتخلص منهم جميعا وكيف أعد حفرة عميقة أسفل أرضية منزله للتخلص من كاليماث والباشوات بمجرد أن تسقط الأرضية ثم يخبر فيرنيز بأن يقطع الحبل بمجرد أن يسمع الجرس لكي تسقط الأرضية أثناء وقوف كاليماث فوقها ثم يرفض باراباس أن يأخذ الأموال من فيرنيز حتى تنتهي الخطة بنجاح.
يدخل كاليماث ومعه الباشوات ثم يحييهم باراباس ويدعوهم لصعود السلم لمشاهدة المعرض الخاص به. في هذه اللحظة يصرخ فيرنيز ويحذر كاليماث من صعود السلم ثم يطلق الجرس ويتم قطع الحبل فيسقط باراباس وحده في الغلاية ويستغرب كاليماث مما يحدث ولكن فيرنيز يشرح له أن جزاء باراباس من *** عمله ويشرح له أن هذه الغلاية كانت معده لموته هو.
يبكي كاليماث من خيانة باراباس ويستعد للمغادرة ولكن فيرنيز يقنعه بالانتظار لرؤية نهاية باراباس.
باراباس يعترف بجرائمه ضد فيرنيز وكاليماث ويموت وهو يسب ويشتم قائلا «اللعنة على النصارى، الكلاب، وعلى الأتراك الكافرين».
كاليماث يستعد للمغادرة ولكن فيرنيز يمنعه ويخبره كيف أن باراباس قتل كل القوات التركية التابعة له أثناء الوليمة التي أعدها لهم في الدير ثم يعتقله قائلا له أنه لن يطلق سراحه إلا إذا قام أبوه (الخليفة العثماني) بتحرير مالطا.